# Großsteingräber bei Schmargendorf
Die Großsteingräber bei Schmargendorf waren mehrere megalithische Grabanlagen unbekannter Zahl vermutlich der jungsteinzeitlichen Trichterbecherkultur bei Schmargendorf, einem Ortsteil von Angermünde im Landkreis Uckermark (Brandenburg). Sie wurden im 19. Jahrhundert beim Straßenbau zerstört. Über Anzahl, Maße, Ausrichtung und Typ der Gräber liegen keine Informationen vor. Nach Leopold von Ledebur wurden in der Nähe des Rosinsees „Urnen“ gefunden, wobei nicht klar ist, ob hier ein Zusammenhang zu den Gräbern besteht.